# Kemerovo
Kemerovo ou Kémérovo, (en russe : Кемерово, [ˈkʲemʲɪrəvə]) est une ville d'importance régionale russe située dans la partie méridionale de le bassin du Kouznetsk. Capitale de l'oblast de Kemerovo-Kouzbass, elle est aussi centre administratif du raïon de Kemerovo, sans toutefois en faire partie car étant un okroug urbain au sein de l'oblast, et elle est divisée en cinq arrondissements. Ses habitants sont appelés les Kemeroviens.
Elle est située à la confluence de la rivière Iskitimak dans la rivière Tom. La première colonie russe sur le territoire est mentionnée en 1701. Vingt ans plus tard, le cosaque Mikhaïlo Volkhov y découvre le premier gisement de charbon du Kouzbass. Néanmoins, il faut atteindre la fin du XIXe siècle pour que les premières mines apparaissent sur son territoire. La ville, qui obtient ce statut en 1918, s'appelle jusqu'en mai 1932 Chtcheglovsk, avant que le nom soit changé en Kemerovo. Sous l'époque soviétique, l'industrialisation fait fortement croître la ville, avec des développements de toute part. La ville devient la capitale de son oblast en 1943, tandis que pendant l'après-guerre, les zones au nord de la rivière Tom sont construites. Aujourd'hui, elle est l'un des plus grands centres industriels de Russie.
Peuplée de 549 362 habitants en 2023, elle est la plus grande ville de son oblast, ainsi que l'une des principales de Sibérie. La ville est dynamique, et possède de grandes entreprises. Son économie est centrée sur les services ainsi que sur l'industrie, en particulier sur la production d'équipements, sur la chimie, sur le secteur minier et sur l'agroalimentaire. En 2012, la ville obtient la 3e place des villes les plus confortables de Russie, et le titre de ville de la valeur ouvrière lui est décerné en 2021.

## Géographie

### Situation
Kemerovo est situé dans l'oblast de Kemerovo-Kouzbass, un oblast russe au centre de la Sibérie. La ville fait ainsi partie du district fédéral sibérien, se situant à 203 km à l'est de Novossibirsk, la capitale du district, ainsi qu'à 3 482 km de Moscou. La ville de Kemerovo se trouve en Sibérie, sur la rivière Tom, à son point de confluence avec l'Iskitimka.
La ville, comme tout l'oblast, est située dans le fuseau horaire MSK+7 (heure de Krasnoïarsk). Le décalage horaire appliqué par rapport au temps universel coordonné est +05:00. La ville proprement dite, incorporée dans l'oblast sous le nom d'okroug urbain de Kemerovo, dans ses limites actuelles, couvre une superficie de 294,8 km2.

### Relief, topographie et hydrographie
La ville se situe dans le sud-est de la Sibérie occidentale, dans la partie nord du bassin houiller du Kouznetsk. Le territoire de la ville est situé dans une zone de collines. Elle se trouve sur les deux rives de la rivière Tom, dans son cours moyen, à l'endroit où la rivière Iskitimka s'y jette. La rivière Tom a un débit moyen de 1 100 m3/s au niveau de Kemerovo, soit deux fois plus qu'à Novokouznetsk.

### Climat
En raison de sa situation, Kemerovo a un climat nettement continental, caractérisé par des hivers longs et froids et des étés courts et chauds. En hiver, il fait généralement −25 à −30 °C, avec parfois des −45 °C. Au contraire, la température en été peut atteindre dans certains cas près de 40 °C. La rivière Tom gèle de début novembre à fin avril jusqu'à 160 jours par an.

### Milieux naturels
La ville se trouve dans la steppe boisée du sud de la Sibérie occidentale. La ville possède des forêts, avec une superficie totale de 1 147 hectares. On y trouve principalement des conifères comme le cèdre, l'épicéa, le pin et le sapin. Il y a aussi des forêts de feuillus qui sont dominées par des bouleaux et des trembles.
Deux aires protégées d'importance locale se trouvent sur le territoire en 2018, avec la forêt de Roudnitchny d'une superficie de 392 ha et le complexe naturel de Pierre, d'une superficie de 304 ha. D'ici 2035, il est prévu de créer 5 aires protégées supplémentaires.
Concernant l'environnement, la rivière Tom est polluée par des phénols, produits pétroliers, métaux lourds (cuivre, zinc) et par du fer.

## Urbanisme
La partie rive droite de la ville est reliée à la rive gauche rive par deux ponts routiers ainsi qu'un pont ferroviaire.

### Risques naturels
La crue printanière de la rivière Tom se produit en mai-juin, avec en moyenne un niveau de 1 à 8 mètres au-dessus de la norme.

### Occupation des sols
L'occupation des sols de la municipalité, telle qu'elle ressort de la stratégie socio-économioque de la ville, montre une forte part d'espaces artificialisées. La répartition détaillée en 2018 est la suivante:
| Année                                                                        | 2018 (ha) | %     |
| ---------------------------------------------------------------------------- | --------- | ----- |
| Zones résidentielles                                                         | 7 042,75  | 24,43 |
| Zones publiques et commerciales                                              | 994,88    | 3,45  |
| Zones d'infrastructures d'ingénierie et de transport                         | 5594,73   | 19,41 |
| Terres à vocation agricole                                                   | 1 571,8   | 5,45  |
| Zones de loisirs                                                             | 8 920,35  | 30,95 |
| Plans d'eau                                                                  | 1 160,73  | 4,03  |
| Zones à usage spécial                                                        | 1 380,53  | 4,79  |
| Autres                                                                       | 2159,05   | 7,49  |
| Total                                                                        | 28 824,82 | 100   |
| Note : en 2022, la superficie de la ville a évolué pour atteindre 294,8 km2. |           |       |

### Voies de communication et transports

#### Réseaux

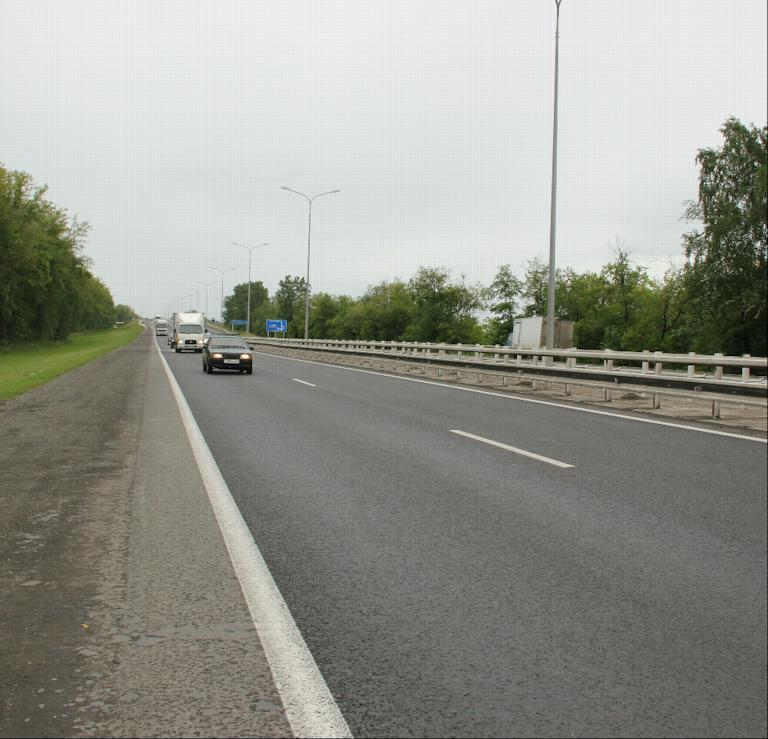
32K-445 au sud de la ville.

La ville se trouve sur le chemin de fer transsibérien. Elle est connectée à la route fédérale R255 Sibérie de Novossibirsk à Irkoutsk ainsi qu'à la voie rapide 32K-445 vers Novokouznetsk.

#### Transports en commun
La ville possède en 2024 86 lignes de bus urbaines (dont saisonnières), 71 lignes intermunicipales (dont saisonnières), ainsi que 5 lignes de tramway et 8 lignes de trolleybus.

## Toponymie
Le nom viendrait d'un mot d'une langue turque, « kemer », qui signifie falaise, colline.

## Histoire

### Tsarat et Empire russe
Une colonie russe sur le territoire de la ville moderne de Kemerovo a été mentionnée pour la première fois en 1701. En témoigne le « Livre de dessins chorographiques de Sibérie » du topographe et géographe de Tobolsk Semion Remezov, où le village de Chtcheglova sur la rive droite du Tom est indiqué sur le « Dessin du terrain de la ville de Tomsk ». La première mention écrite de la colonie de Komarovo / Kemi(e)rova se trouve dans le journal du scientifique allemand au service de la Russie Daniel Gottlieb Messerschmidt. Elle est datée du 28 avril 1721 (9 mai dans le calendrier grégorien) : « Le 28 (vendredi) nous avons interrogé le lieutenant Eenberg, qu'il devrait y avoir un trésorier ici [...] qui pourrait donner toutes sortes d'informations sur toutes sortes de choses [qui se passent] autour ; mais il faut lui offrir de la bonne vodka. Il a également dit... entre Komarova et le village de Krasnaïa, sur la rive gauche de la rivière, il doit y avoir du charbon »,.
En 1721, Mikhaïlo Volkov, un cosaque russe, remontant la rivière Tom sur une charrue, découvre une veine de charbon au bord de l'eau, et a envoyé les morceaux au Collège Berg (organe de l'administration minière impériale) de Moscou. C'est la première fois qu'est découvert dans le Kouzbass du charbon, mais ce n'est seulement que près de 200 ans plus tard que son exploitation commença.
Le géographe Stepan Kracheninnikov, qui descendait le Tom de Kouznetsk à Tomsk à l'automne 1734, écrit dans son journal de route : « Le hameau de Chtcheglakova, du côté droit, à 5 verstes de Bagrovaïa, Krasnaïa Gorka, du même côté, à 4 verstes du hameau de Chtcheglakova. [...] Au bout se trouve un village appelé Kemerovo, à 1 verste de Chtcheglakova. » En octobre 1734, l'explorateur russe Gerhard Friedrich Müller situa le village de Kemerovo à l'embouchure d'un affluent de la rivière Tomsk.
Au XIXe siècle sur le territoire de la future ville il y avait plusieurs colonies russes : le village d'Oust-Iskitimskoïe (Chtcheglovo) et les villages de Kemerovo, Ievseïeva, Davydova (Ichanova), Borovaïa, Krasny Iar et Kour-Iskitim (Plechki). Au XIXe siècle et au début du XXe siècle, le territoire faisait partie du volost du Haut-Tom (chef-lieu : Oust-Iskitimskoïe) de l'ouïezd de Kouznetsk du gouvernement de Tomsk. À cette époque, les premières mines furent construites. Dans ces mines apparurent les premières cellules de bolcheviks de la région.

### Période soviétique
Après la révolution d'Octobre, le 24 novembre 1917, le Conseil des députés ouvriers de la cokerie de Kemerovo prit le pouvoir dans la ville. Du 9 au 17 mai 1918 eut lieu le Congrès des Soviets des députés ouvriers, paysans et soldats de Chtcheglovo, qui décidèrent de transformer le village de Chtcheglovo en chef-lieu de l'ouïezd de Chtcheglovo, décision d'ores et déjà adoptée par le comité exécutif du gouvernement de Tomsk le 30 mars 1918. Le 9 mai 1918, elle obtient le statut de ville. En 1921, l'extraction du charbon commença à se développer dans le Kouzbass. C'est alors qu'à l'été 1921, le marxiste néerlandais Sebald Justinus Rutgers et le communiste américain B. Heywood proposèrent au gouvernement soviétique de créer une colonie de travailleurs et de spécialistes étrangers au Kouzbass. Au début des années 1920, la ville accueillit ainsi des communistes étrangers.
À partir de 1921, la ville de Chtcheglovsk fait partie du volost du Chtcheglovsk qui s'est agrandi par la fusion de plusieurs volost dans le cadre de l'ouïezd nouvellement créé de Koltchouguino. La ville devient le chef-lieu de cet ouïezd. À l'automne 1924, la ville est mise dans le raïon de Chtcheglovsk dans l'okroug de Kouznetsk du gouvernement de Tomsk de la RSFSR. En août 1925, dans le cadre des réformes régionales en RSFSR, la ville de Chtcheglovsk devient le centre administatif du raïon de Chtcheglovsk du kraï de Sibérie de la RSFSR. En 1930, le kraï de Sibérie est divisée en deux, et elle devient une partie du kraï de Sibérie occidentale.
La ville connut un développement de plus en plus important pendant les années 1920, et en en juin 1930, le conseil municipal conçut un plan directeur pour accueillir 130 000 habitants dans la ville. C'est lors de l'examen du projet que la question sur la toponymie s'est posée, y compris parmi les citoyens. Arguant que l'ancien nom n'avait pas de lien historique direct, le conseil municipal fit une pétition au Comité exécutif du kraï de Sibérie occidentale pour renommer la ville de Shcheglovsk en Kemerovo. Ainsi le 27 mai 1932, Chtcheglovsk est rebaptisée en Kemerovo, en devenant un centre industriel de la région du Kouzbass. Entre 1937 et 1943, elle est le centre administratif du raïon de Kemerovo qui appartient à l'oblast de Novossibirsk de la RSFSR.
Le 16 janvier 1943, par décret du présidium du Soviet suprême de l'URSS, le raïon de Kemerovo devient l'oblast de Kemerovo (renommé en 2019 oblast de Kemerovo-Kouzbass), et Kemerovo en devient sa capitale.
Entre 1947 et 1951, un plan directeur fut développé, qui permit le développement de la partie au nord de la Tom, et ce développement se poursuivit jusqu'aux années 1980.

### Depuis 1991

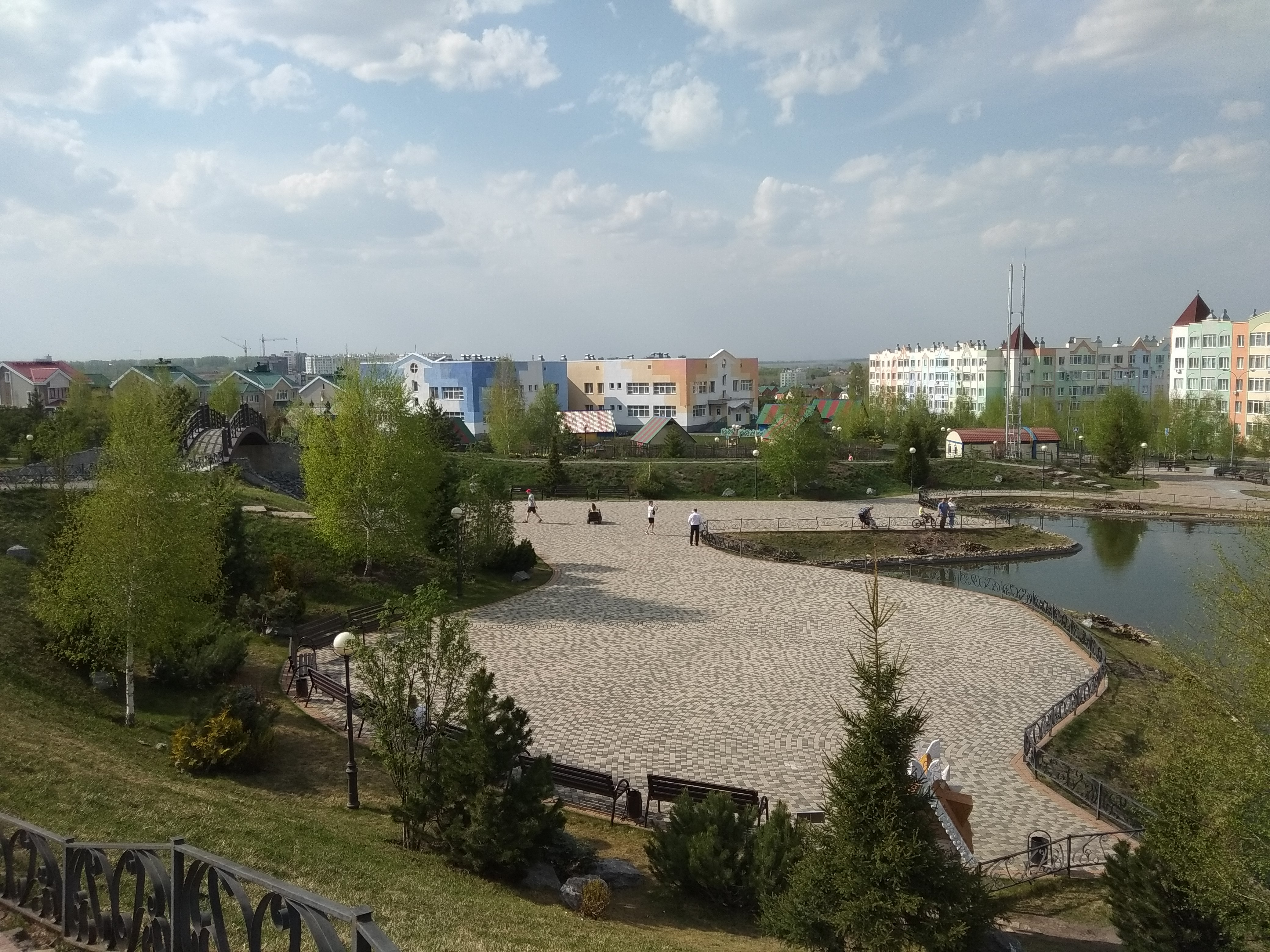
Quartier de Lesnaïa Poliana.

Selon les résultats du concours russe de la localité la plus confortable de Russie de 2012, la ville Kemerovo a obtenu la troisième place de celui-ci. Par ailleurs en 2013, la ville a pris la 8e place dans l'édition russe du magazine Forbes des meilleures villes du pays pour le business. En 2017, le quartier résidentiel de Lesnaïa Poliana a été reconnu comme le meilleur de Russie pour son projet de développement. Actuellement, la ville connaît un développement intense, comme en témoignent les nombreuses églises construites récemment dans la ville sans compter les très nombreux développements et équipements sociaux-culturels.
Par décret du président de la fédération de Russie du 10 septembre 2021, la ville a reçu le titre de « Ville de la valeur ouvrière ».
Le 25 mars 2018, l'incendie du centre commercial Winter Cherry provoque la mort d'au moins 64 personnes, dont 41 enfants brûlés vifs.

## Politique et administration

### Autorités

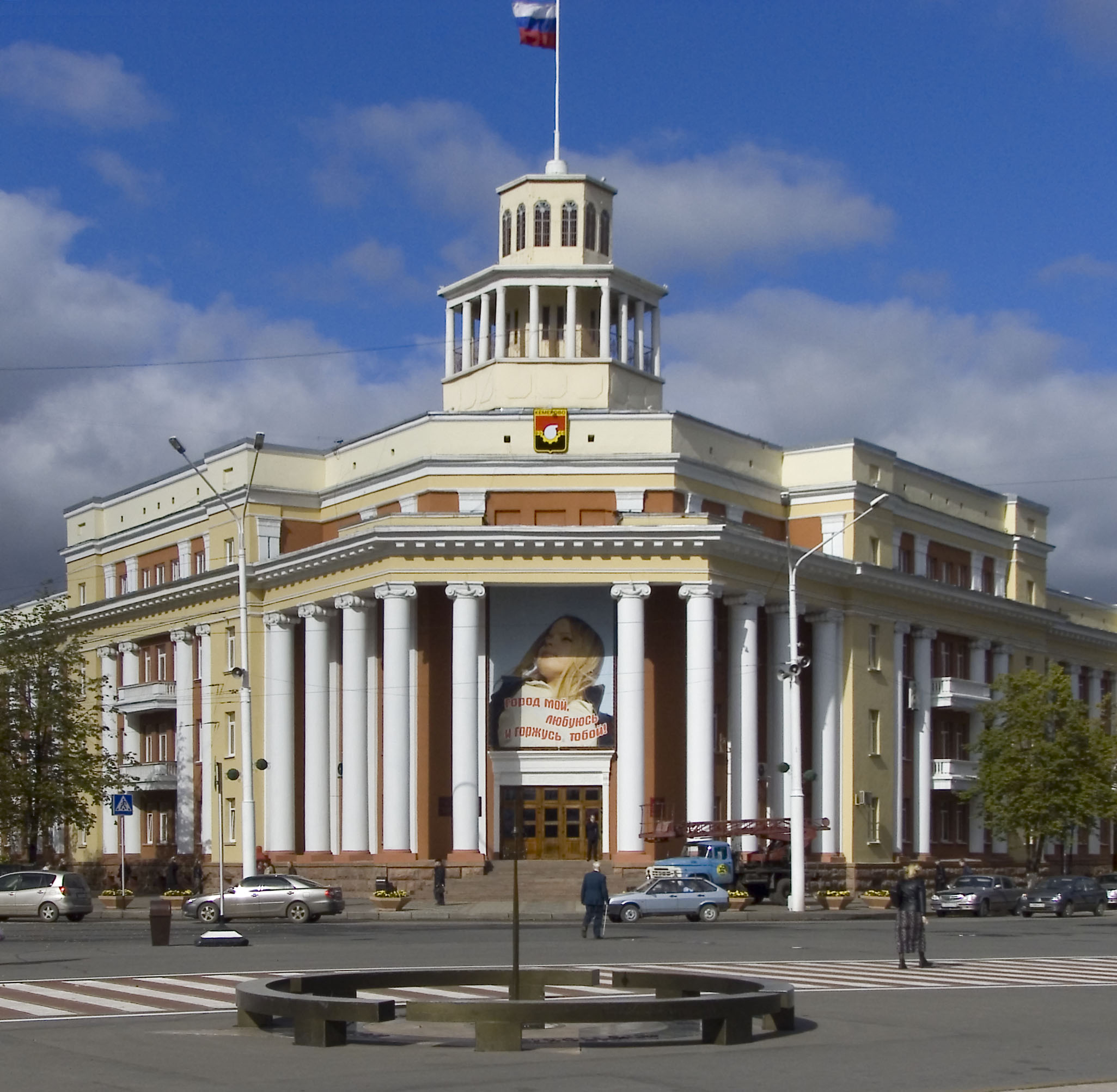
Le bâtiment de l'administration municipale et du Conseil municipal des députés du peuple.

La charte de la ville de Kemerovo définit la structure suivante du gouvernement municipal :
- Le Conseil municipal des députés du peuple de Kemerovo est un organe représentatif de la municipalité,
- Le chef de la ville de Kemerovo est le chef de la municipalité,
- L'administration de la ville de Kemerovo est l'organe exécutif et administratif de la municipalité,
- La Chambre de contrôle et des comptes de la ville de Kemerovo est l'organe de contrôle et de comptabilité de la municipalité.

Tous les organes du gouvernement de la ville sont situés sur la place des Soviets à l'adresse au bâtiment no 54 de la perspective soviétique. Les administrations des arrondissements administratifs, selon la charte de la ville, sont appelées départements territoriaux.

#### Chefs de la ville
Le maire de la ville, appelé chef de la ville, est élu pour un mandat de cinq ans.
| Période          | Période                    | Identité                         | Étiquette   | Qualité                                                                     |
| ---------------- | -------------------------- | -------------------------------- | ----------- | --------------------------------------------------------------------------- |
| 1er août 2012    | 19 avril 2016              | Valery Konstantinovitch Iermakov | Russie unie | Ingénieur, maire de Leninsk-Kouznetski                                      |
| 20 avril 2016 ,  | 22 septembre 2022          | Ilia Vladimirovitch Serediouk    | Russie unie | Vice-gouverneur pour l'agriculture, les ressources naturelles et l'écologie |
| 15 novembre 2022 | En cours (au 24 mars 2024) | Dmitri Viktorovitch Anissimov    | Russie unie | Premier chef adjoint de la ville de Kemerovo                                |

### Divisions administratives

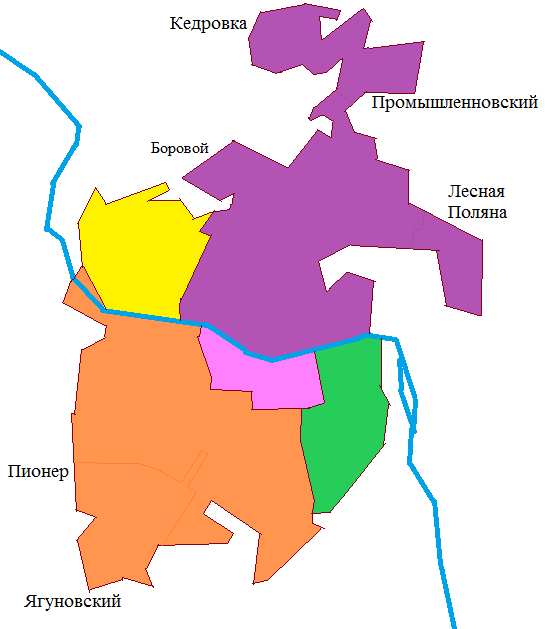
Arrondissements.

Kemerovo, dans le cadre de la structure administrative de l'oblast, est une ville de subordination régionale ; dans le cadre de la structure municipale, la formation municipale de la ville de Kemerovo a été constituée à l'intérieur de ses frontières avec le statut d'okroug urbain,.
La ville se compose de cinq raïons intra-urbains (arrondissements)  qui ne sont pas des municipalités,,:
| Arrondissement | Superficie, km2 | Population (2021) |
| -------------- | --------------- | ----------------- |
| Usine          | 86,6            | 152 333           |
| Kirov          | 70              | 56 300            |
| Lénine         | 22              | 138 828           |
| Roudnitchny    | 91.2            | 106 049           |
| Central        | 12,5            | 103 609           |

### Jumelages
- Salgótarján (Hongrie)

## Population et société

### Démographie
La ville est en 2018 la 30e de Russie en termes de population ainsi que la première de l'oblast de Kemerovo.
Recensements (*) ou estimations de la population,:
| 1926*  | 1931   | 1939*   | 1959*   | 1970*   | 1979*   |
| ------ | ------ | ------- | ------- | ------- | ------- |
| 21 700 | 50 500 | 132 824 | 277 671 | 384 989 | 470 640 |

| 1989*   | 2002*   | 2010*   | 2015    | 2020    | 2021*   |
| ------- | ------- | ------- | ------- | ------- | ------- |
| 520 263 | 484 754 | 532 981 | 549 159 | 556 382 | 557 119 |

| 2023    | - | - | - | - | - |
| ------- | - | - | - | - | - |
| 549 362 | - | - | - | - | - |

### Enseignement
La ville compte en 2024 259 établissements d'enseignement dans le système éducatif municipal. Ils se répartissent entre 167 établissements d'enseignement préscolaire, 68 établissements d’enseignement général, 14 établissements d'enseignement complémentaire, 7 écoles d'accompagnement psychologique et pédagogique, internats ainsi que 3 orphelinats. Dans les établissements préscolaires se trouvent 31 726 enfants, dans les établissements généraux 61 288 écoliers, dans les écoles d'accompagnement psychologique et pédagogique, internats 1 286 élèves et 188 enfants dans les orphelinats.

### Sports

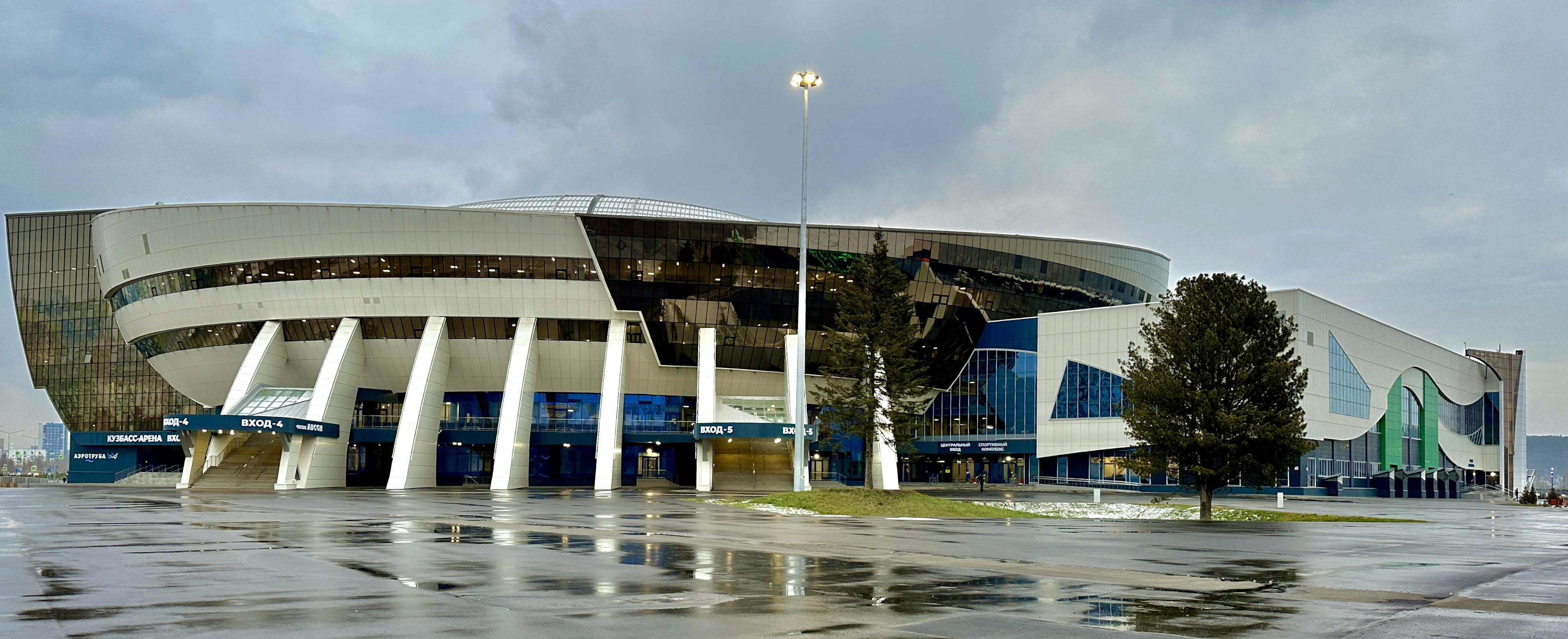
La Kouzbass Arena.

En 2024, plus de 285 000 personnes, soit la moitié de la population, pratiquent au moins une activité sportive. Plus de 1 000 compétitions sportives de différents niveaux sont organisées chaque année, dont 20 compétitions nationales. 81 sports sont pratiqués dans la ville, et Kemerovo comte 54 fédérations sportives. En termes d'infrastructures, la ville possède 6 stades, un palais des Sports, une patinoire, un arène d'athlétisme, ainsi que 28 piscines, 231 gymnases et 711 terrains de sport. Par ailleurs, il y a des installations sportives hivernales, avec 11 pistes de hockey, 18 patinoires, 18 installations de ski ainsi que 21 terrains d'autres sports d'hiver.
Le championnat du monde de bandy de 2007 s'est tenu à Kemerovo.
- FK Kouzbass Kemerovo, club de football ayant existé de 1946 à 2012.
- VK Kouzbass Kemerovo, club de volley-ball fondé en 2008 et évoluant en première division russe.

## Économie

### Emplois
Selon la municipalité, en 2018, le nombre d'employé dans les grandes et moyennes entreprises était de 133 134 personnes. Les principaux secteurs d'activité de ceux-ci sont dans les services de santé et les services sociaux (14,84 % du total), dans l'éducation (14,21 %), dans l'administration publique, l'armée et la sécurité sociale (14,17 %) et dans les industries manufacturières (11,68 %).
La répartition de l'effectif annuel moyen des salariés dans l'économie des grandes et moyennes entreprises par type d'activité en 2018 est la suivante:
| Répartition                                                        | 2018   | %     |
| ------------------------------------------------------------------ | ------ | ----- |
| Agriculture, foresterie, chasse, pêche et pisciculture             | 289    | 0,2   |
| Exploitation minière                                               | 1063   | 0,8   |
| Industries manufacturières                                         | 15550  | 11,68 |
| Fourniture d'électricité, de gaz et de vapeur; climatisation       | 7044   | 5,29  |
| Construction                                                       | 2578   | 1,94  |
| Commerce de gros et de détail; réparation de véhicules et de motos | 11740  | 8,82  |
| Transport et stockage                                              | 9095   | 6,83  |
| Hôtellerie et restauration                                         | 1561   | 1,17  |
| Activités financières et d'assurance                               | 4762   | 3,58  |
| Activités immobilières                                             | 3173   | 2,38  |
| Administration publique et armée ; sécurité sociale                | 18868  | 14,17 |
| Éducation                                                          | 18912  | 14,21 |
| Activités professionnelles, scientifiques et techniques            | 4639   | 3,48  |
| Activités administratives et services complémentaires associés     | 2880   | 2,16  |
| Services de santé et services sociaux                              | 19754  | 14,84 |
| Activités culturelles, sportives, de loisirs et de divertissement  | 3442   | 2,59  |
| Autres                                                             | 7964   | 5,98  |
| Total                                                              | 133134 | 100   |

### Entreprises

#### Industries
Le complexe industriel de la ville est représenté par 70 entreprises. Les principales industries sont l'agroalimentaire, la chimie et la construction mécanique. En 2018, le volume des marchandises expédiées s'élevait à 167 811,3 millions de roubles,.
L'industrie minière est peu représentée dans la ville, occupant seulement 1 % de la structure de la production industrielle, avec 1 296,85 millions de roubles produits en 2018 (alors qu'en 2016 le volume était de 4 216,32 millions de roubles). L'extraction du charbon représente 793,10 millions de roubles, l'extraction de minerais métalliques 384,63 millions de roubles et l'extraction d'autres roches 498,10 millions de roubles.
| | 2018        | %   |
| --- | ----------- | --- |
| Exploitation minière | 1 296,85    | 1   |
| Industries manufacturière | 130 638,5   | 78  |
| Fourniture d'électricité, de gaz et de vapeur, de climatisation                                                                                | 29 119,1    | 17  |
| Approvisionnement en eau, assainissement, organisation de la collecte et de l'élimination des déchets, activités d'élimination de la pollution | 6 756,85    | 4   |
| Total | 167 811,300 | 100 |

## Culture locale et patrimoine

### Lieux et monuments
Selon le décompte du Comité pour la protection des objets du patrimoine culturel du Kouzbass à jour en 2024, la ville de Kemerovo compte 136 objets patrimoniaux culturels inscrits au registre d'État unifié, soit 9,94 % des objets patrimoniaux de l'oblast de Kemerovo. Ils se répartissent entre 6 objets d'importance fédérale (dont 2 objets archéologiques), 48 objets d'importance régionale et 82 objets d'importance locale,,,.

Patrimoine de la ville :
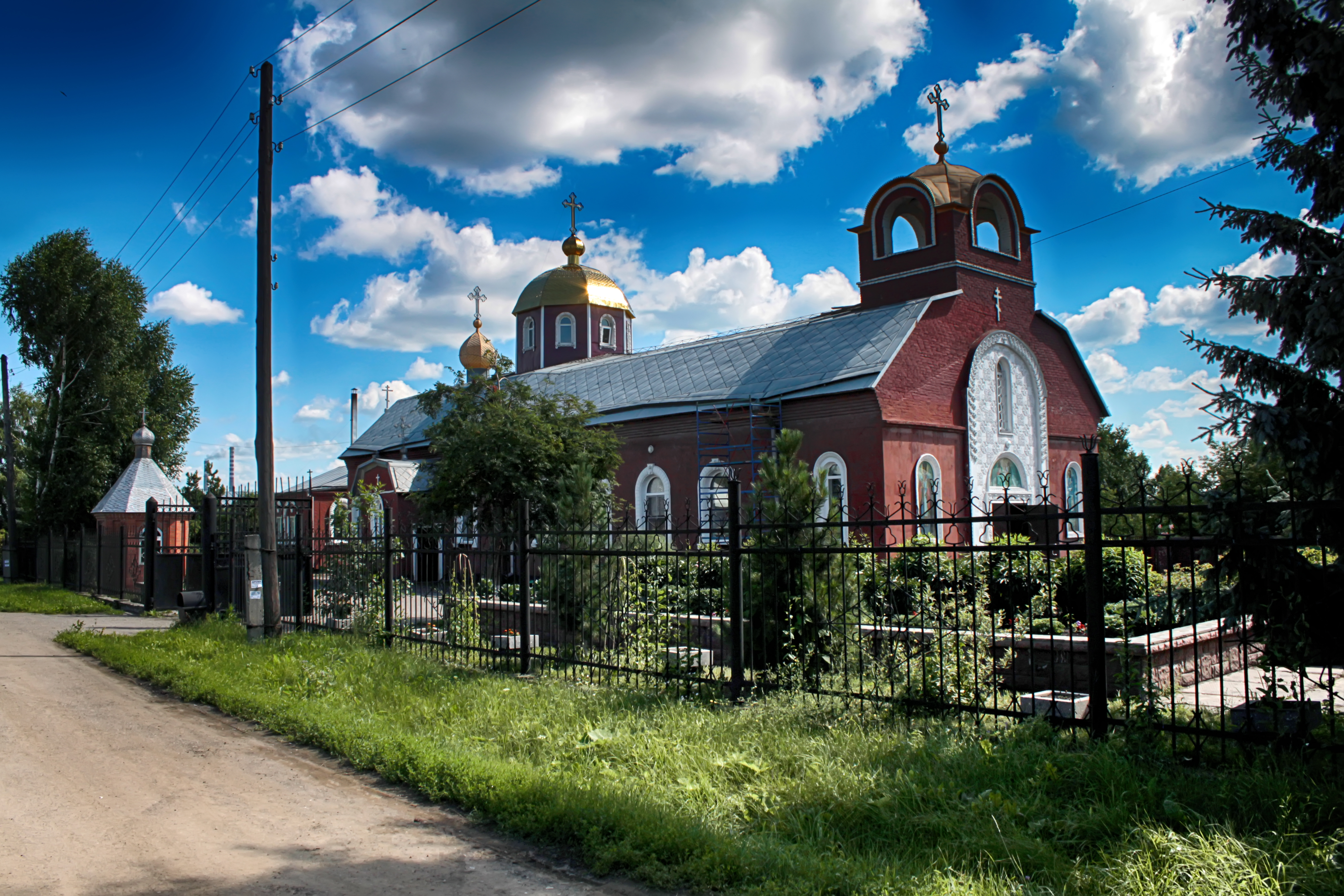
Église Nikolski.
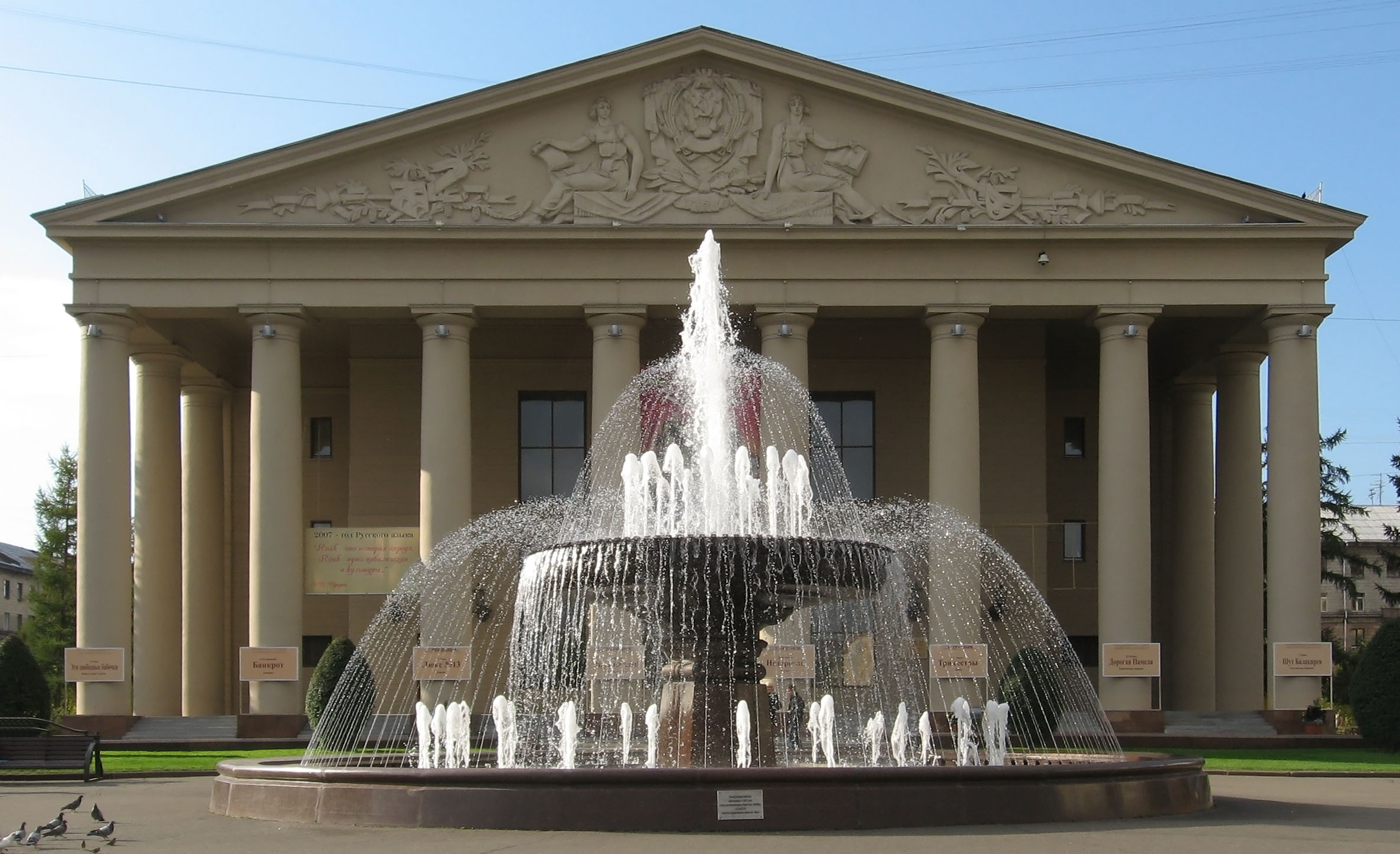
Théâtre dramatique de Kemerovo.
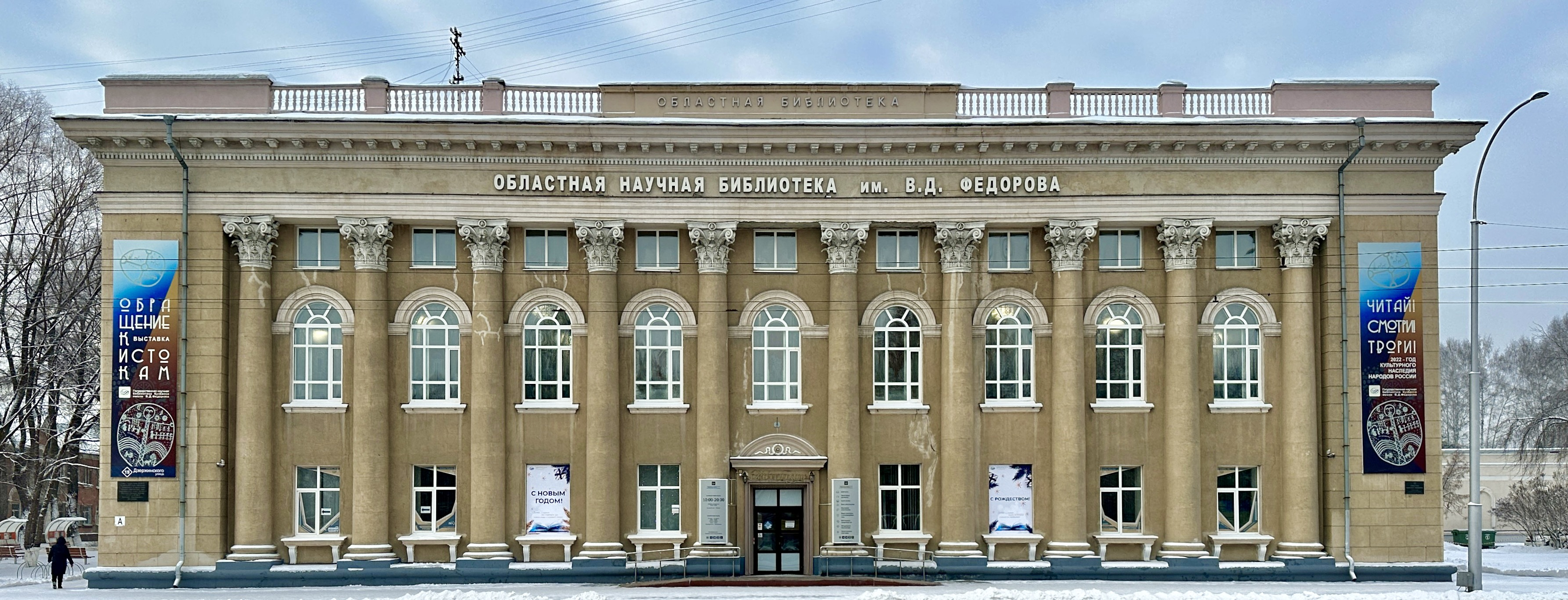
Bibliothèque scientifique du Kouzbass.
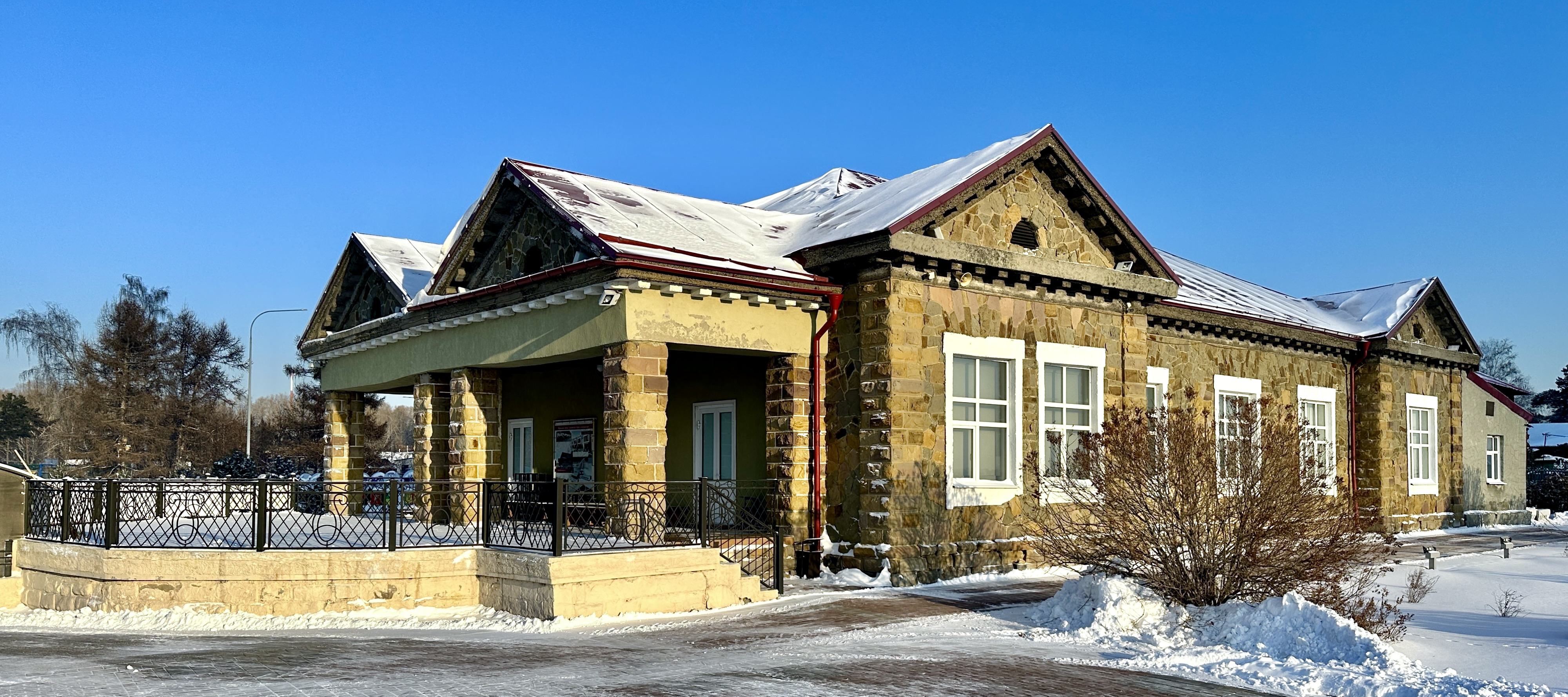
Maison Rutgers du complexe muséal de Krasnaïa Gorka.

### Architecture

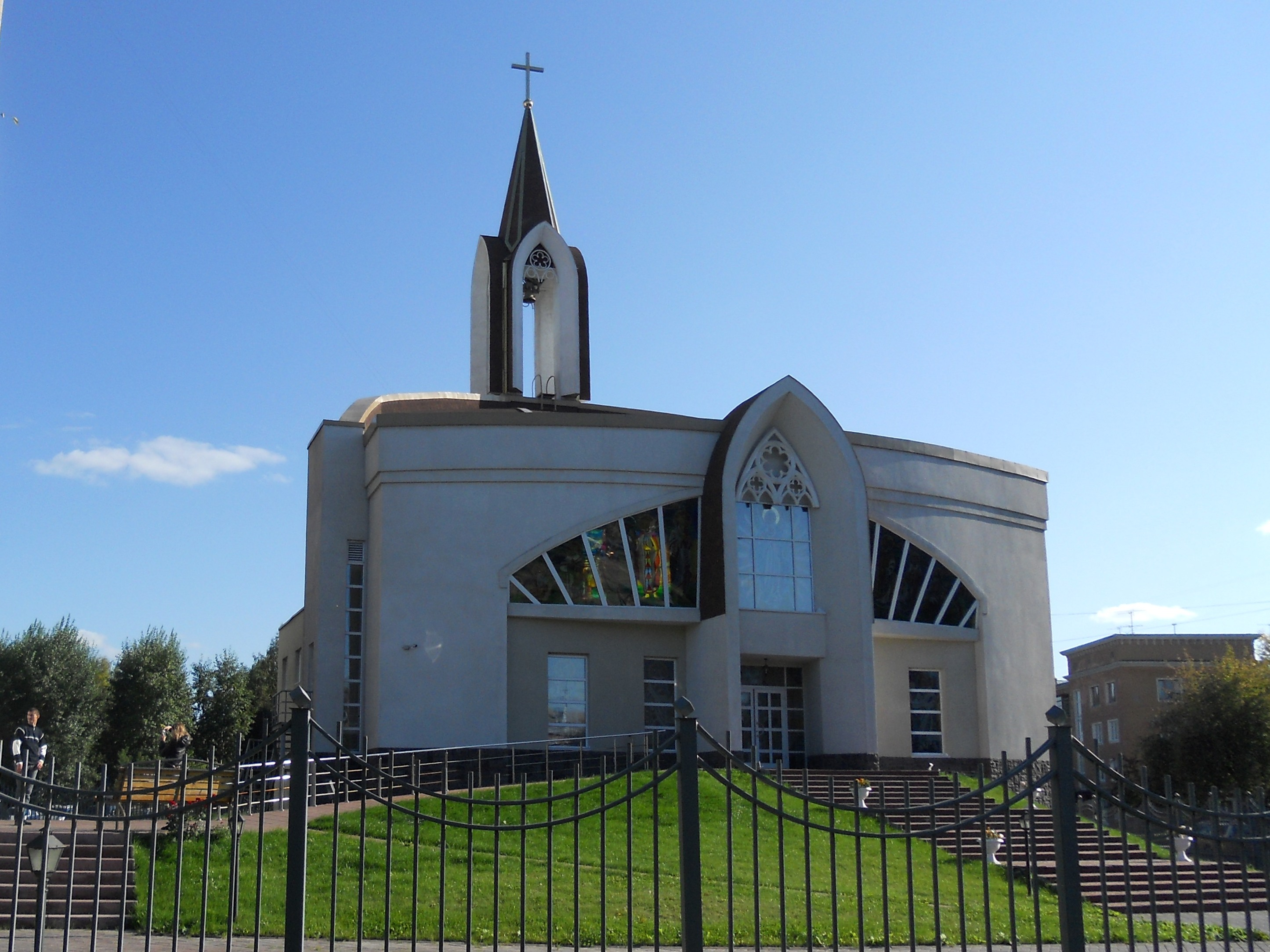
Église du Cœur-Immaculé-de-Marie de Kemerovo.

- Église catholique de Kemerovo, construite de 2007 à 2009[49].

### Personnalités liées à la ville
- Berta Kolokoltseva (1937-), patineuse de vitesse soviétique.
- Vyacheslav Ivanenko (1961-), athlète soviétique, spécialiste de la marche.
- Natalya Glebova (1963-), patineuse de vitesse soviétique
- Evguéni Grichkovets (1967-), auteur, dramaturge et acteur russe.
- Ielena Prokhorova (1978-), athlète russe spécialiste de l'heptathlon.
- Andreas Beck (1987-), footballeur allemand, né à Kemerovo.
- Valentina Kravtchenko (1917-2000), aviatrice soviétique, née à Kemerovo.

### Hommage en astronomie
L'astéroïde (2140) Kemerovo a été nommé en honneur de la ville.